# Chlorurus
Chlorurus là một chi cá biển thuộc họ Cá mó. Các loài trong chi này có phạm vi phân bố rộng khắp các vùng biển thuộc Ấn Độ Dương - Thái Bình Dương, riêng C. rhakoura còn được tìm thấy tại Địa Trung Hải.

## Từ nguyên
Từ định danh của chi được ghép bởi hai từ trong tiếng Hy Lạp cổ đại: khlōrós (χλωρός, "xanh lục") và ourá (οὐρά, "đuôi"), không rõ hàm ý, có lẽ đề cập đến đuôi xanh tím của loài điển hình C. gibbus.

## Phân loại học
Chi này được lập ra bởi Swainson (1839), nhưng không được xem là hợp lệ cho đến khi Bellwood (1994) công nhận. Cả ba chi Pseudoscarus Bleeker, Xanothon Smith và Ypsiscarus Schultz đều được xem là danh pháp đồng nghĩa của Chlorurus.
Chlorurus đặc trưng bởi các tấm răng lớn lộ ra bên ngoài miệng, có màu trắng hoặc xanh lục lam. Đầu được bo tròn hoặc có trán dốc; cá đực trưởng thành của nhiều loài có bướu lớn ở trán. Có răng nanh nhọn ở khoé miệng.
Cá đực có màu xanh lục lam, trong khi cá cái thường có màu nâu sẫm, nâu xám đến nâu đỏ. Cá con của nhiều loài có màu nâu sẫm với các dải sọc ngang màu trắng đến vàng nhạt.

## Các loài
Có 18 loài được công nhận là hợp lệ trong chi này, bao gồm:
- Chlorurus atrilunula Randall & Bruce, 1983
- Chlorurus bleekeri (de Beaufort, 1940)
- Chlorurus bowersi (Snyder, 1909)
- Chlorurus capistratoides (Bleeker, 1847)
- Chlorurus cyanescens (Valenciennes, 1840)
- Chlorurus enneacanthus (Lacépède, 1802)
- Chlorurus frontalis (Valenciennes, 1840)
- Chlorurus genazonatus Randall & Bruce, 1983
- Chlorurus gibbus (Rüppell, 1829)
- Chlorurus japanensis (Bloch, 1789)
- Chlorurus microrhinos (Bleeker, 1854)
- Chlorurus oedema (Snyder, 1909)
- Chlorurus perspicillatus (Steindachner, 1879)
- Chlorurus rhakoura Randall & Anderson, 1997
- Chlorurus sordidus (Forsskål, 1775)
- Chlorurus spilurus (Valenciennes, 1840)
- Chlorurus strongylocephalus (Bleeker, 1855)
- Chlorurus troschelii (Bleeker, 1853)